# Campionato internazionale sportprototipi 1968
Il Campionato internazionale marche 1968, la cui denominazione ufficiale è International Championship for Makes, è stata la 3ª edizione del Campionato internazionale sportprototipi.
Organizzato e regolamentato dalla Federazione Internazionale dell'Automobile, tramite la Commissione Sportiva Internazionale, per le granturismo gruppo 3 senza limiti di cilindrata e le sport gruppo 4 limitate a 5.0 litri ed i prototipi gruppo 6 limitati a 3.0 litri che concorrono ugualmente per il titolo. Si aggiudica il Campionato la Ford.
Quattro prove sono valide per il Challenge mondiale endurance.

## Regolamento
Titoli assoluti
Viene assegnato un titolo assoluto:
- Campionato internazionale marche riservato ai costruttori di vetture granturismo gruppo 3, vetture sport gruppo 4 e prototipi gruppo 6.

Altri titoli
Viene inoltre assegnato un titolo di categoria
- Trofeo internazionale gran turismo riservato ai costruttori di vetture gran turismo gruppo 3.

Categorie
Partecipano al Campionato le seguenti categorie di vetture:
- Gruppo 2: vetture turismo costruite in numero minimo di 1000 esemplari.
- Gruppo 3: vetture gran turismo costruite in numero minimo di 500 esemplari in un anno senza limiti di cilindrata.
- Gruppo 4: vetture sport costruite in numero minimo di 25 esemplari in un anno con cilindrata nassima di 5.0 litri.
- Gruppo 5: vetture turismo speciali senza limiti minimi di esemplari costruiti.
- Gruppo 6: prototipi senza limiti minimi di esemplari costruiti con cilindrata massima di 3.0 litri.

Alle gare le vetture vengono classificate come Sport (S), Prototipi (P), Gran turismo (GT) e Turismo (T) indifferentemente dal gruppo di appartenenza. Le macchine vengono portate in gara in varie versioni, spesso molto diverse tra loro, pertanto lo stesso modello di auto può gareggiare in categorie diverse anche nella medesima gara.
Punteggio
Vengono assegnati 9 punti alla prima vettura classificata, 6 alla seconda, 4 alla terza, 3 alla quarta, 2 alla quinta e 1 alla sesta. Ottiene punti sola la prima vettura classificata di ogni costruttore ed eventuali altri punti dello stesso non vengono attribuiti a nessuno. Per la classifica finale si contano i migliori 8 piazzamenti di ogni costruttore.

## Costruttori
Di seguito sono riportati i costruttori e le vetture che abbiano ottenuto punti validi per il Campionato:
Gruppo3
 Chevrolet: Corvette
Gruppo 4
 Ferrari: 250 LM
 Ford: GT40 Mk I
 Lola: T70 Mk III
 Porsche: 906 E
Gruppo 6
 Alfa Romeo: T 33/2, T 33/2 2.5
 Alpine-Renault: A211
 Howmet: TX
 Porsche: 907, Porsche 907 2.2, Porsche 907 LH 2.2, 908

## Risultati
Nella seguente tabella riassuntiva sono riportati i costruttori, le vetture e le relative classi di appartenenza, ed i piloti vincitori assoluti.
| Nº | Data            | Gara                    | Costruttore | Vettura    | Categoria | Piloti                                      | Note  |
| -- | --------------- | ----------------------- | ----------- | ---------- | --------- | ------------------------------------------- | ----- |
| 1  | 3-4 febbraio    | 24 Ore di Daytona       | Porsche     | 907 LH 2.2 | Gruppo 6  | Elford-Neerpasch-Stommelen-Siffert-Herrmann | 1     |
| 2  | 23 marzo        | 12 Ore di Sebring       | Porsche     | 907 LH 2.2 | Gruppo 6  | Jo Siffert-Hans Herrmann                    | 1 - 2 |
| 3  | 7 aprile        | 6 Ore di Brands Hatch   | Ford        | GT40 Mk I  | Gruppo 4  | Brian Redman-Jacky Ickx                     |       |
| 4  | 25 aprile       | 1000 km di Monza        | Ford        | GT40 Mk I  | Gruppo 4  | David Hobbs-Paul Hawkins                    | 1     |
| 5  | 5 maggio        | Targa Florio            | Porsche     | 907 LH 2.2 | Gruppo 6  | Vic Elford-Umberto Maglioli                 | 1 -2  |
| 6  | 19 maggio       | 1000 km del Nürburgring | Porsche     | 908        | Gruppo 6  | Vic Elford-Jo Siffert                       | 1 -2  |
| 7  | 26 maggio       | 1000 km di Spa          | Ford        | GT40 Mk I  | Gruppo 4  | Brian Redman-Jacky Ickx                     | 1     |
| 8  | 14 luglio       | 6 Ore di Watkins Glen   | Ford        | GT40 Mk I  | Gruppo 4  | Jacky Ickx-Lucien Bianchi                   | 1     |
| 9  | 25 agosto       | 500 km di Zeltweg       | Porsche     | 908        | Gruppo 6  | Jo Siffert                                  |       |
| 10 | 28-29 settembre | 24 Ore di Le Mans       | Ford        | GT40 Mk I  | Gruppo 4  | Pedro Rodríguez-Lucien Bianchi              | 1 -2  |

Note
1: Prova valida per il Trofeo granturismo
2: Prova valida per il Challenge mondiale endurance

## Classifiche

### Campionato internazionale marche
Nella seguente tabella riassuntiva viene riportata la classifica completa del Campionato internazionale marche
| Pos | Costruttore | Pr 1 | Pr 2 | Pr 3 | Pr 4 | Pr 5 | Pr 6 | Pr 7 | Pr 8 | Pr 9  | Pr 10 | Total |
| --- | ----------- | ---- | ---- | ---- | ---- | ---- | ---- | ---- | ---- | ----- | ----- | ----- |
| 1   | Ford        |      |      | 9    | 9    |      | (4)  | 9    | 9    | (2)   | 9     | 45    |
| 2   | Porsche     | 9    | 9    | 6    | (6)  | 9    | 9    | (6)  | (3)  | (4.5) | (6)   | 42    |
| 3   | Alfa Romeo  | 3    |      |      |      | 6    | 2    |      |      | 1.5   | 3     | 15.5  |
| 4   | Chevrolet   |      | 4    |      |      |      |      |      |      |       |       | 4     |
| 4   | Howmet      |      |      |      |      |      |      |      | 4    |       |       | 4     |
| 4   | Alpine      |      |      |      | 4    |      |      |      |      |       |       | 4     |
| 7   | Ferrari     |      |      | 2    |      |      |      |      |      |       |       | 2     |
| 8   | Lola        |      |      | 1    |      |      |      |      |      |       |       | 1     |

### Trofeo internazionale gran turismo
Nella seguente tabella riassuntiva viene riportata la classifica completa del Trofeo internazionale gran turismo.
| Pos | Costruttori | Pr 1 | Pr 2 | Pr 4 | Pr 5 | Pr 6 | Pr 7 | Pr 8 | Pr 10 | Totale |
| --- | ----------- | ---- | ---- | ---- | ---- | ---- | ---- | ---- | ----- | ------ |
| 1   | Porsche     | (6)  | (6)  | 9    | 9    | 9    | 9    | 9    | (9)   | 45     |
| 2   | Chevrolet   | 9    | 9    |      |      |      |      | 6    |       | 24     |
| 3   | MG          |      | 1    | 2    |      |      | 6    |      |       | 9      |
| 4   | Lancia      |      |      |      | 4    |      |      |      |       | 4      |
| 5   | Fiat        |      |      | 1    |      |      |      |      |       | 1      |